# EZ Возничего
EZ Возничего (лат. EZ Aurigae) — одиночная переменная звезда в созвездии Возничего на расстоянии (вычисленном из значения параллакса) приблизительно 4302 световых лет (около 1319 парсеков) от Солнца. Видимая звёздная величина звезды — от +11,6m до +11,1m.

## Характеристики
EZ Возничего — красная пульсирующая полуправильная переменная звезда типа SRB (SRB) спектрального класса M6,5. Эффективная температура — около 3286 К.